# USA 326
USA 326 ist ein Satellit des US-amerikanischen Militärnachrichtendienstes National Reconnaissance Office mit geheimem Zweck. Nach Angaben des NRO ist die Behörde Hersteller wie auch Betreiber des Satelliten.
Der Satellit wurde am 2. Februar 2022 auf einer Falcon-9-Trägerrakete von der Vandenberg Space Force Base in eine polare sonnensynchrone Umlaufbahn gebracht. Der Start erfolgte als NRO Launch 87.
USA 326 setzte ein weiteres Objekt in eine Erdumlaufbahn aus, das am 20. August 2022 beim Wiedereintritt in die Atmosphäre verglühte.